# Ромита (Фиренца)
Ромита је насеље у Италији у округу Фиренца, региону Тоскана.
Према процени из 2011. у насељу је живело 69 становника. Насеље се налази на надморској висини од 322 м.